# Philander olrogi
Philander olrogi e вид опосум от семейство Didelphidae. Видът е описан през 2008 г. и е наречен в чест на шведско-аржентинския биолог Claes C. Olrog. Обитава тропическите гори на Амазонка в източна Боливия. Видът е симпатричен с Philander opossum. С него имат доста сходни черти, но P. olrogi се отличава по цвета на кожата в областта на корема и състоанието на скуловата дъга.